# Bogusław Pietrzykowski
Bogusław Pietrzykowski (ur. 9 października 1958) – polski pięściarz, zawodnik Gwardii Łódź.
W wadze papierowej zwycięzca turnieju o Laur Wrocławia (1978), brązowy medalista Spartakiady Gwardyjskiej (1976), trzecie miejsce na Turnieju Przedolimpijskim w 1977.
W kategorii muszej indywidualny mistrz Polski w 1982 i dwukrotny brązowy medalista (1979 i 1981).